# Grebbestads köping
Denna artikel handlar om den tidigare kommunen Grebbestads köping. För orten se Grebbestad.
Grebbestads köping var en tidigare kommun i Göteborgs och Bohus län.

## Administrativ historik
Den 30 maj 1890 inrättades Grebbestads municipalsamhälle i Tanums landskommun. Den 23 februari 1906 bestämdes det att municipalsamhället skulle bilda en köping. Det dröjde dock till beslutet den 31 mars 1928 innan Grebbestad mottog köpingsrättigheter, som gick i kraft den 1 januari 1929. Några områden av det forna municipalsamhället kvarstod i Tanums landskommun, men enligt beslut den 23 december 1932 upphörde stadsstadgorna att gälla i dessa. Enligt beslut fattade den 20 maj 1949 och den 28 september 1951 upphörde Grebbestads köping den 1 januari 1952 och uppgick i Tanums landskommun, som 1971 ombildades till Tanums kommun. Ordnings-, byggnads- och hälsovårdsstadgorna fortsatte att gälla i köpingens forna område efter 1952.
Köpingen hörde till Tanums församling.

## Köpingvapen
Köpingen förde inte något vapen.

## Befolkningsutveckling
| Befolkningsutvecklingen i Grebbestads köping 1928–1950 | Befolkningsutvecklingen i Grebbestads köping 1928–1950 | Befolkningsutvecklingen i Grebbestads köping 1928–1950 | Befolkningsutvecklingen i Grebbestads köping 1928–1950 | Befolkningsutvecklingen i Grebbestads köping 1928–1950 |
| --- | ------------------------------------------------------ | ------------------------------------------------------ | ------------------------------------------------------ | ------------------------------------------------------ |
| |                                                        |                                                        |                                                        |                                                        |
| År |                                                        |                                                        | Invånare                                               |                                                        |
| 1928 | 1928                                                   |                                                        | 835                                                    | 835                                                    |
| 1930 | 1930                                                   |                                                        | 870                                                    | 870                                                    |
| 1935 | 1935                                                   |                                                        | 857                                                    | 857                                                    |
| 1940 | 1940                                                   |                                                        | 796                                                    | 796                                                    |
| 1945 | 1945                                                   |                                                        | 731                                                    | 731                                                    |
| 1950 | 1950                                                   |                                                        | 696                                                    | 696                                                    |
| Uppgifterna avser förhållandena den 31 december för det utskrivna året enligt den administrativa indelning som gäller den 1 januari året efter. Källa: SCB - Befolkning 1851 - 1910, SCB - Folkmängd inom administrativa områden 1910-1961 och Folkmängd 31 dec 1950-1975 i län, kommuner och församlingar enligt kommunindelningen 1 jan 1976. |                                                        |                                                        |                                                        |                                                        |

## Politik

### Mandatfördelning i valen 1938-1946
| 20 |

| 18 |

| 5 | 15 |

| 17 | 3 |

| 6 | 14 |

| 18 |